# Scoțienii din Ulster
Scoțienii din Ulster⁠ reprezintă un grup etnic în Irlanda, majoritar în provincia Ulster și într-o măsură mai mică în restul Irlandei. Strămoșii lor au fost în majoritate migranți presbiterieni scoțieni cei mai mulți provenind din Galloway, Lanarkshire, Renfrewshire, Ayrshire. 
Acești scoțieni au migrat în Irlanda în mare parte atât ca urmare a „Plantării Ulsterului”, un proces planificat de colonizare sprijinit de guvern care a avut loc sub auspiciile lui Iacob al VI-lea al Scoției și I al Angliei pe terenuri confiscate de la membrii nobilimii gaelice din Irlanda care a părăsit Ulsterul.